# ضغط الوريد الوداجي

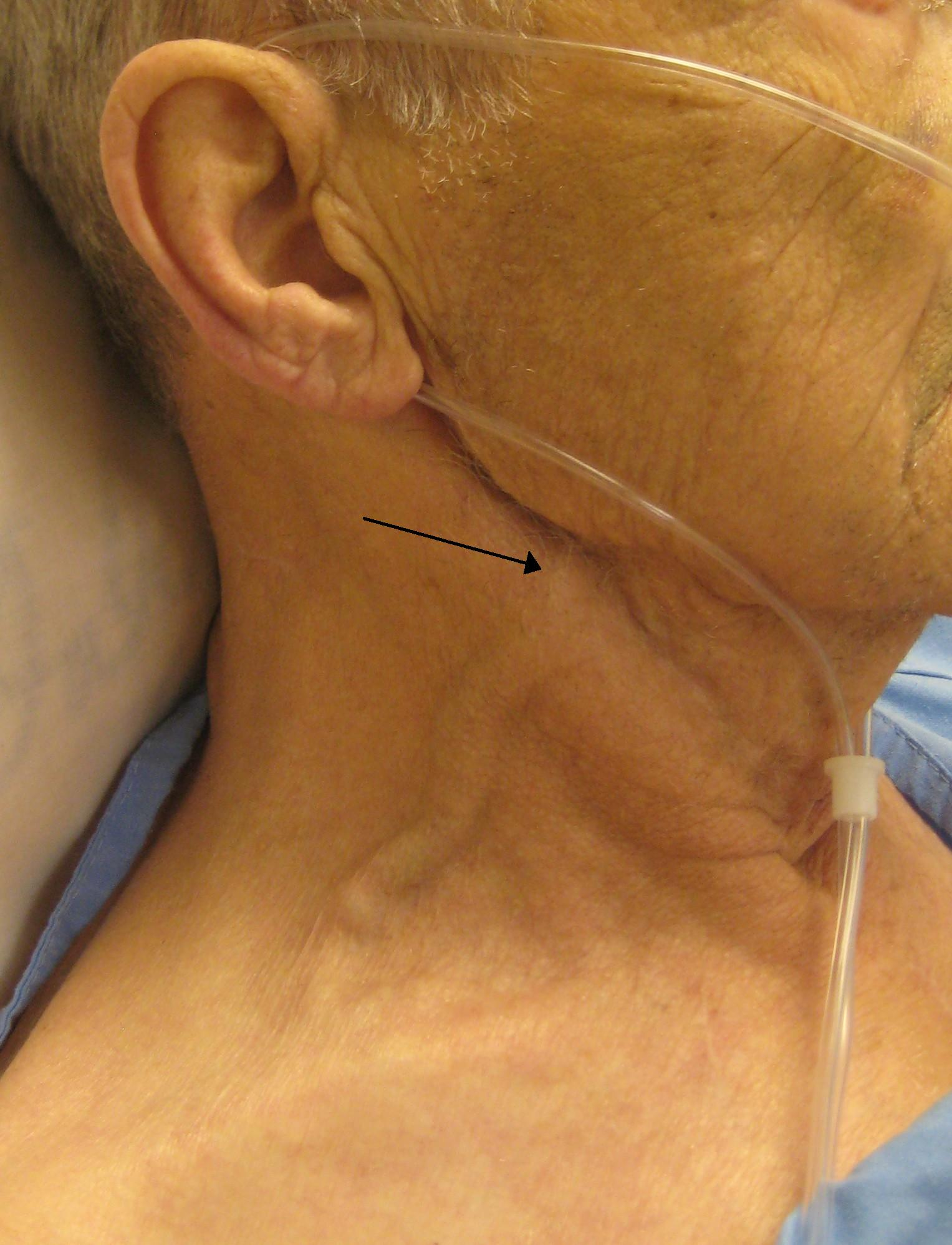
شخص مصاب بفشل القلب الاحتقاني لديه انتفاخ ملموس في الوريد الوداجي. يشير السهم إلى الوريد الوداجي الظاهر

ضغط الوريد الوداجي (بالإنجليزية: Jugular Venous Pressure)‏ هو ضغط الدم الوريدي الذي يمكن مشاهدته عند النظر للوريد الوداجي الغائر في العنق. يعتبر ضغط الوريد الوداجي وسيلة جيدة للتمييز بين عدة أمراض قلبية ورئوية.

وعند النظر لنبض الوريد الوداجي يمكن ملاحظة 3 موجات موجبة وموجتين سالبتين.
- الموجات الموجبة هي الموجة a (انقباض الأذينين)، الموجة c (انقباض البطينين ونتيجة لذلك انغلاق الصمام ثلاثي الشرف وارتفاعه إلى الأعلى إلى داخل الأذين الأيمن خلال الانقباض اسوي الحجم وموجة v (عودة الدم المحيطي الوريدي إلى الأذين الأيمن في فترة انقباض البطين عندما يكون الصمام ثلاثي الشرف مغلقاً)
- الموجتان السالبتان هما الموجة x (ارتخاء الأذين الأيمن وتوجّه الصمام ثلاثي الشرف إلى الأسفل) والموجة y (امتلاء البطين بعد فتح الصمام ثلاثي الشرف).

## الفحص السريري

### أسلوب الرؤية

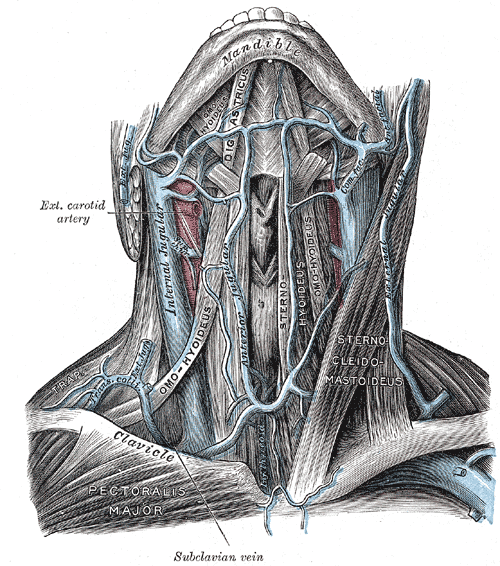
توضح الصورة أوردة العنق من الأمام

يضجع المريض على سرير الكشف بحيث تكون زاوية رأس السرير تقارب الـ 45°، ويتم تعيين مستوى امتلاء الوريد الوداجي. عند الشخص الصحي مستوى امتلاء الوريد الوداجي يكون أقل من 3 سم ارتفاع عامودي فوق زاوية القصّ.

### مخطط ضغط الوريد الوداجي

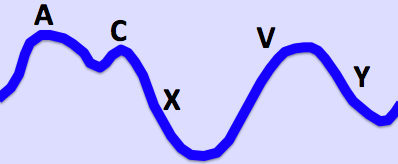
مخطط ضغط الوريد الوداجي

مخطط نبضان ضغط الوريد الوداجي له شكل ثنائي الطور.
- الموجة الموجبة a تتوافق مع انقباضة الأذين الأيمن وتنتهي متزامنة مع نبض الشريان السباتي. ذروة الموجة a تؤشر على انتهاء انقباضة الأذينين.
- الموجة الموجبة c تتوافق مع انقباضة البطين الأيمن ونتيجة لذلك بروز الصمام ثلاثي الشرف إلى الأعلى لداخل الأذين الأيمن.
- الموجة السالبة x تلي الموجة a وهي تتوافق مع انبساط الأذينين وامتلاء الأذينين السريع نتيجة للضغط المنخفض.
- الموجة السالبة 'x تلي الموجة c وهي ناتجة عن شد الصمام ثلاثي الشرف إلى الأسفل من قبل البطين الأيمن خلال الانقباضة البطينية.
- الموجة الموجبة v تتوافق مع ارتفاع الضغط في الأذين الأيمن نتيجة لعودة الدم المحيطي إليه والصمام ثلاثي الشرف مغلق- هذا يحدث خلال وبعد النبض السباتي.
- الموجة السالبة y تتوافق مع التدفق السريع من الأذين إلى البطين نتيجة لفتح الصمام ثلاثي الشرف.

## التفسير
- ضغط الوريد الوداجي مرتفع، مخطط أمواج طبيعي
  - بطء القلب
  - تحميل مفرط للسوائل
  - فشل القلب
- ضغط الوريد الوداجي مرتفع، بدون نبضان
  - متلازمة الوريد الأجوف العلوي
- موجة a كبيرة (ضغط أذيني مرتفع أثناء الانقباضة الأذينية)
  - تضيق الثلاثي الشرف
  - فشل القلب الأيمن
  - فرط ضغط الدم الرئوي
- موجة a عملاقة شبيهة بطلقة المدفع
  - رفرفة أذينية
  - نظم أذيني مبتسر (أو تسرّع القلب)
  - إحصار القلب من الدرجة الثالثة
  - منتبذات بطينية
  - تسرّع القلب
- انعدام موجة a
  - رجفان أذيني[1]
- موجة v كبيرة (موجة c-v)
  - قلس الثلاثي الشرف